# Final Cut Pro
Final Cut Pro é um software profissional de edição de vídeo não linear desenvolvido primeiramente pela Macromedia Inc. e atualmente pela Apple Inc. para seu sistema operacional macOS. A versão mais recente, Final Cut Pro 10.7.1, é executada em computadores Mac com o macOS Catalina 10.15.6 ou versões posteriores.  O Final Cut Pro X totalmente redesenhado foi lançado pela Apple em 2011, com a última versão do legado Final Cut Pro sendo a versão 7.0.3. 
Desde o início dos anos 2000, o Final Cut Pro desenvolveu uma grande base de usuários, principalmente de criadores de conteúdo e cineastas independentes. De acordo com um estudo da SCRI de 2007, o Final Cut Pro compõem 49% do mercado de edição de vídeos profissionais dos Estados Unidos, com a Avid em 22%.

## História
Parte dos responsáveis pelo programa criaram o Adobe Premiere e foram contratados pela Macromedia para criar o KeyGrip, construído do zero como um programa de edição de vídeo mais profissional baseado no formato QuickTime. Logo depois a empresa se concentrou no mercado de edição para a web ao invés de competir com a Adobe em todos os mercados e decidiu vender os programas sem relação com a web, incluindo o KeyGrip, já renomeado para Final Cut.
Versões de testes para Mac OS e Windows foram demonstradas na exposição da NAB (National Association of Broadcasters, associação nacional de transmissores) em 1998. A Apple acabou comprando o programa e sua equipe de desenvolvimento como uma medida defensiva e, não encontrando um outro comprador, continuou seu desenvolvimento, acrescentando suporte aos padrões FireWire e DV e apresentando na mesma exposição no ano seguinte o Final Cut Pro.
Com a introdução do FCP, as ações de mercado do Adobe Premiere permaneceram fortes no Windows mas começaram a declinar no Mac, já que sua base de códigos, mais antiga, era mais difícil de manter e melhorar. Em 2003, a Apple anunciou um programa para usuários do Premiere trocarem seus discos por uma cópia gratuita do Final Cut Express ou por $500 de desconto no Final Cut Pro . Mais tarde naquele ano, a Adobe introduziu o sucessor do Premiere, Premiere Pro, um produto apenas para Windows, com uma base de códigos modernos e muitas propriedades competitivas.
Em janeiro de 2006, a Apple encerrou as vendas do Final Cut Pro como um produto independente e passou a oferecê-lo apenas como parte do pacote Final Cut Studio. Em março de 2006, foi lançada a versão 5.1 do Final Cut Studio para Mac OS X com processadores Intel (Universal Binary).

### Filmes editados com o FCP
O Final Cut Pro foi usado para editar diversos longas-metragens, incluindo Cold Mountain, Corpse Bride, Napoleon Dynamite e Sky Captain and the World of Tomorrow. Também foi utilizado para editar o show Death On The Road do Iron Maiden e a série "Todo Mundo Odeia o Chris".

## Recursos
O Final Cut Pro oferece edição de vídeo não linear e não destrutiva de qualquer formato de vídeo compatível com o QuickTime incluindo formatos de filme compatíveis com DV, HDV, P2 MXF (DVCProHD), XDCAM (via plug-in), 2K, 4K, 5K, 8K e também importações de projetos do iMovie para iOS e iPadOS. Suporta uma quantidade ilimitada de faixas (trilhas) de vídeo; faixas de áudio ilimitadas; edição multi-câmera para cortes de vídeo de múltiplas fontes; edição de vídeo 360º assim como efeitos como ondulação, rotação e alteração de tempo. Possui uma gama de efeitos de transição em três dimensões além de filtros de áudio e vídeo, como correção de cores e remoção de chiados e estouros.

## Final Cut Express
Em 2001, a Apple lançou o Final Cut Express, uma versão mais acessível do Final Cut. Utiliza a mesma interface da versão completa, mas não possui as ferramentas de edição específicas para filmes e outras opções avançadas, sendo direcionada para produtores de vídeo digital amadores ou profissionais que querem ter um custo de adquirir maquinas e software mais em conta do que o Final Cut Pro, voltado para profissionais.

## Interface
A interface do Final Cut (nas versões Pro e Express) possui quatro janelas principais: o "Browser" (navegador), onde os arquivos fonte de mídia são listados; o "Viewer" (visualizador), onde os arquivos de mídia podem ser pré-visualizados e pré-recortados; o "Timeline" (linha do tempo), onde as mídias são colocadas em sequência; e o "Canvas" (tela), onde o material editado na linha do tempo pode ser visto. As posições e medidas destas janelas podem ser alteradas mas, por padrão, o "Browser" fica no topo esquerdo, com o "Viewer" e "Canvas" respectivamente à sua direita e o "Timeline" abaixo. O programa disponibiliza também uma janela de ferramentas ("Toolbox") e dois indicadores de áudio para os canais da direita e esquerda.